# Napraforgómag

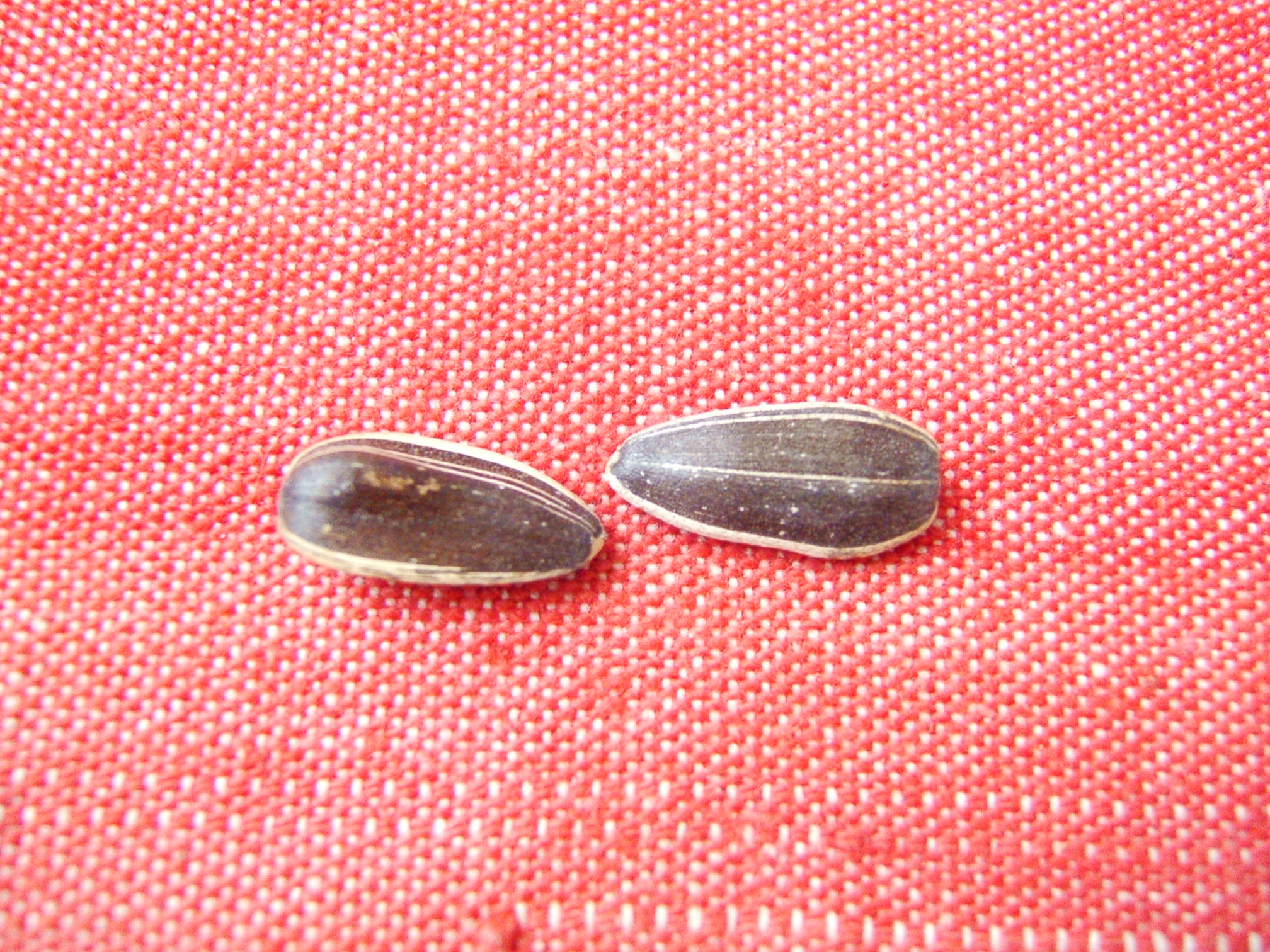
Két szem napraforgómag

A napraforgómag kedvelt elesége a madaraknak, és az emberek számára egészséges rágcsálnivaló. Az étkezési célú étolaj egyik alapanyaga.

## Eredete

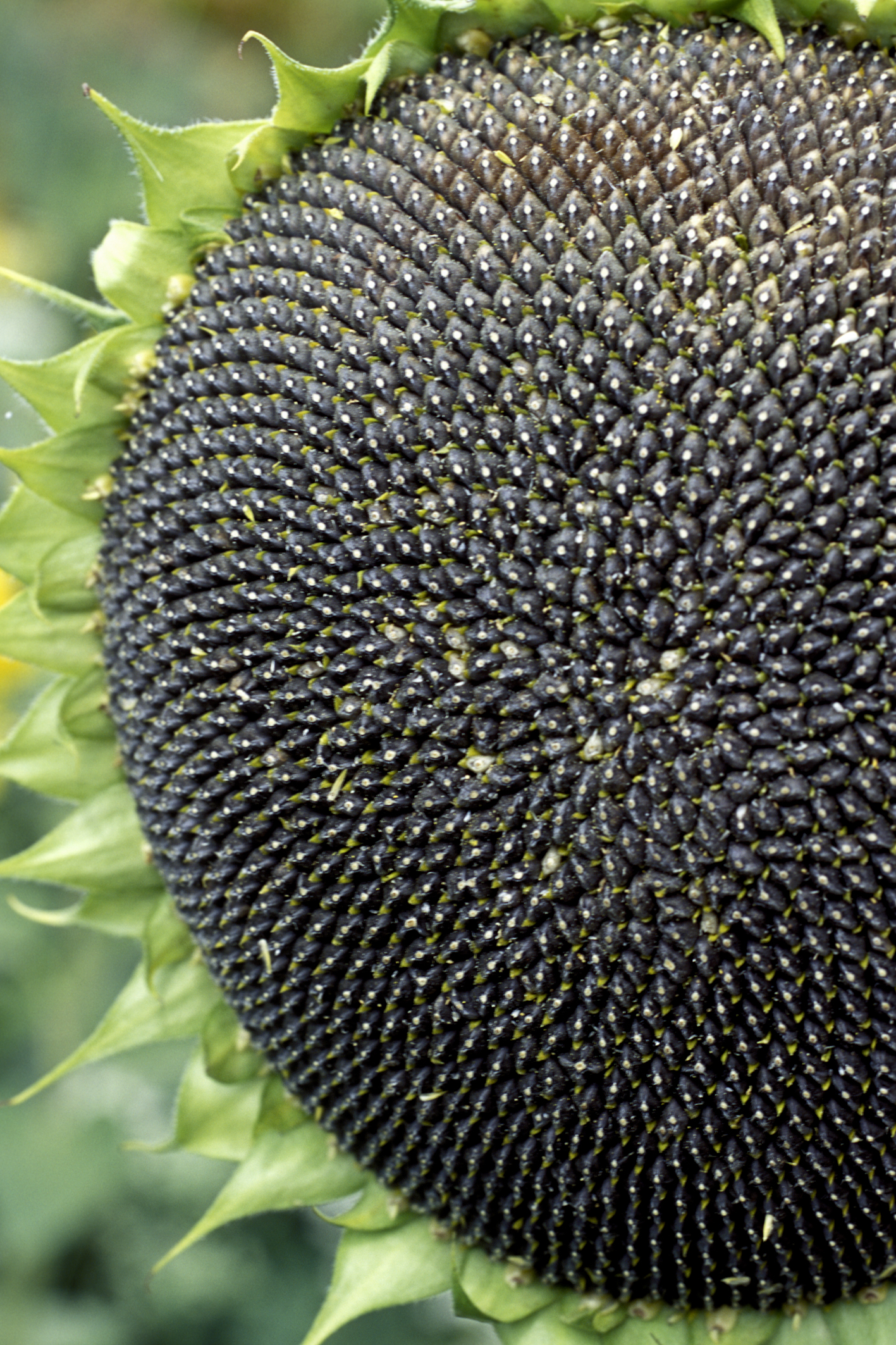
Érett napraforgómagvak tömege a napraforgó növény fészekvirágzatának tányérján

A napraforgó (Helianthus annuus) Peruban és Mexikóban őshonos, és az amerikai indiánok régóta termesztett növénye. Európába dísznövényként került a XVI. században, majd kb. 200 éve felfedezték, hogy kiváló olaj készíthető belőle. Ettől az időtől kezdve nemesítésére igen nagy gondot fordítottak. Napjainkban a táplálkozási szokások változásával előtérbe került a növényi olajok fogyasztása, melynek eredményeként a napraforgó termesztése is nagy fontossággal bír.
A napraforgó a fészkesek családjába tartozó, egyéves, lágy szárú növény, mely 1,5-2,5 méter magasra nő. Fészkes virágzatát tányérnak nevezzük, melynek átmérője 10–40 cm lehet. Nevével ellentétben általában nem követi a nap járását, hanem délkeletre tekint. Kaszattermése fekete, vagy fekete-fehér csíkos.

## Összegzés

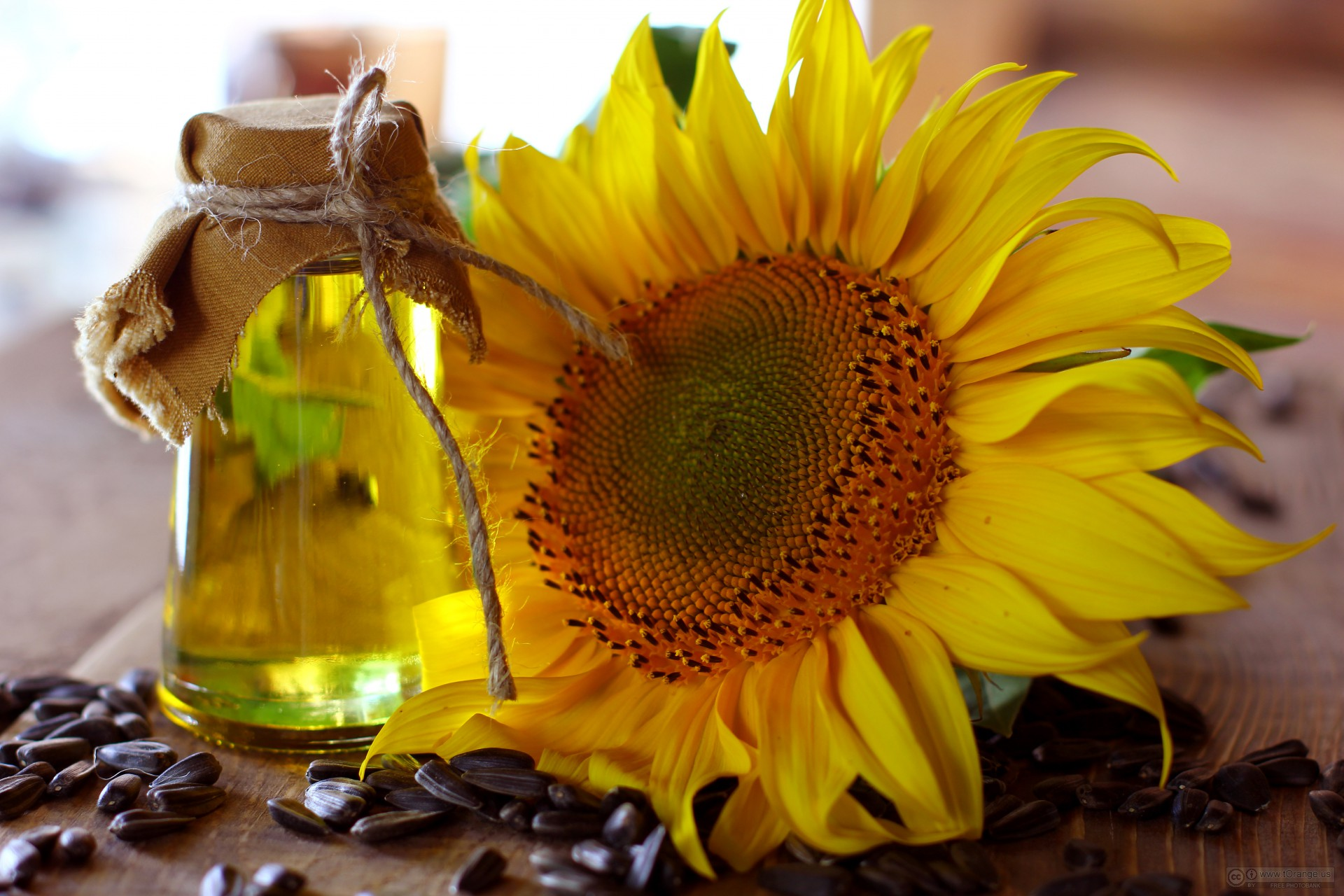
Napraforgómagból készült étolaj

A napraforgómag energiatartalma a többi olajosmaghoz hasonlóan jelentős.    Zsírtartalma értékes, mert gazdag forrása a telítetlen zsírsavaknak,    főleg linolsav és olajsav található benne. Mértékkel fogyasztva (a nem sózott    változatot!) fontos szerepe lehet a szív- és érrendszeri betegségek megelőzésében,    mert e zsírsavak hozzájárulnak a vér koleszterinszintjének csökkentéséhez, és    a vérnyomást is kedvezően befolyásolják. Ezt a hatást támogatja fitoszterol-tartalma is. Élelmirost tartalma miatt a fent említett megbetegedésekben    szenvedőkön kívül a cukorbetegek, székrekedéssel küzdők, kismamák és idősek    számára is javasolható. A napraforgómag kiemelkedő B1-vitamin-forrás,    melynek fontos szerepe van a szénhidrát-, aminosav- és az alkohol-anyagcserében.    A vitaminok közül említést érdemel még E-vitamin-tartalma, mely jelentősen    hozzájárul a káros szabad gyökök sejthártya- és DNS-károsító hatásának csökkentéséhez,    ezért hasznos összetevője lehet a daganatmegelőző étrendnek, valamint sportolók    számára is ajánlható. Az ásványi anyagok közül magnéziumot, kalciumot    és káliumot tartalmaz nagyobb mennyiségben. A magnézium és kalcium hozzájárul    a csontritkulás megelőzéséhez, és a már kialakult betegség kezelésében is szerepe    van, a kálium pedig támogatja a szív és az idegrendszer működését.
Étkezési célra a napraforgó magját használják natúr vagy sózott változatban.    Forgalomba legtöbbször pirított vagy pörkölt formában kerül, hogy a benne esetleg    előforduló nemkívánatos (például emésztést akadályozó) fehérjetermészetű anyagok    elveszítsék aktivitásukat. Igaz, a magot legtöbbször nem fogyasztjuk olyan mennyiségben,    hogy ez problémát okozhatna. Otthoni pirításkor ügyeljünk arra, hogy az kíméletesen    történjen, a magvak világos színűek maradjanak, mert hőkezeléskor értékes zsírsavainak    egy része tönkremegy. A napraforgómag érdekes és értékes kiegészítője lehet    leveseknek, salátáknak, raguknak, zöldségköreteknek, mártásoknak, rakott-töltött,    csőben sült ételeknek, uzsonnakrémeknek, müzliknek, süteményeknek, turmixoknak.    Belőle készítik a hidegen vagy hagyományos módon sajtolt napraforgóolajat,    mely alapanyaga lehet egyes olajkeverékeknek, margarinoknak is. A napraforgó    sárga virágait a népi gyógyászat megszárítva és leforrázva teaként    ajánlja magas vérnyomás kezelésére és lázcsillapításra. Az olaj kinyerése után    visszamaradt darát takarmányozásra, a magot madáreleségként és ipari célra (szappan-,    festékgyártásra) is használják.

### Tápérték és -anyagtartalom
A közölt adatok 100 g napraforgómagra értendőek.
| energia   | fehérje | zsír | szénhidrát | élelmi rost | Kalcium | Kálium | Magnézium | B1-vitamin | E-vitamin |
| (kJ/kcal) | (g)     | g    | g          | g           | mg      | mg     | mg        | mg         | mg        |
| --------- | ------- | ---- | ---------- | ----------- | ------- | ------ | --------- | ---------- | --------- |
| 2478/590  | 18,7    | 47,5 | 17,4       | 2,5         | 118     | 840    | 620       | 2          | 29        |

## Felhasználása
- Madáreleség
- Emberi rágcsálnivaló
- Napraforgóolaj
- Gyümölcsízesítés
- Gyógyszeralapanyag
- Élelmiszeralapanyag

## Külső hivatkozások
- Snack.lap.hu – linkgyűjtemény
- Napraforgómag feldolgozás Archiválva 2011. október 15-i dátummal a Wayback Machine-ben